# La Rieuse
La Rieuse est la neuvième unité de la série des dix patrouilleurs de la Marine nationale française de ty8 P400 destinés aux tâches de protection des zones économiques exclusives ou de service public. Il portait le numéro de coque P690. Depuis son transfert à la marine kényane, le bâtiment est baptisé Harembee.

## Historique

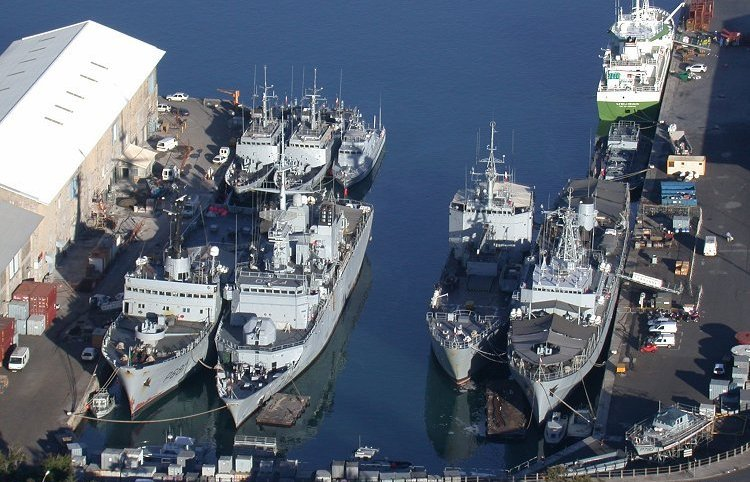
La Rieuse à La Réunion (à gauche, à l'arrière-plan, navire de gauche)

Le bâtiment est d'abord déployé en mer Rouge en 1987 avant d'être affecté auprès des forces armées de la zone sud de l'océan Indien au port de la Pointe des Galets, le principal port de l'île de La Réunion, un département d'outre-mer dans l'océan Indien jusqu'en juillet 1992. Il est alors rattaché à Djibouti jusqu'en mai 1994, date à laquelle le navire est envoyé à Lorient pour un grand carénage. Il revient en juin 1995 à La Réunion. En 25 ans de service auprès des FAZSOI, le navire a effectué l'équivalent de 22 tours du monde.
Retiré du service actif courant 2011, il a été officiellement cédé à la marine kényane le 7 juin 2011 dans un but affiché de lutte contre la piraterie et de surveillance maritime dans les eaux territoriales kenyanes. Le patrouilleur porte désormais le nom d’Harembee.

## Opérations extérieures
- 1990-1991 : Opération Artimon (Golfe Persique)
- 199300000 : Opération d'assistance à Socotra et Abd al Kuri (Yémen)
- 199500000 : Opération Azalée (Comores)